# Обидус (Пара)

Обидус на карте штата.

Обидус (порт. Óbidos) — муниципалитет в Бразилии, входит в штат Пара. Составная часть мезорегиона Байшу-Амазонас. Входит в экономико-статистический микрорегион Обидус. Население составляет  49 333 человек на 2010 год. Занимает площадь 28 021,420 км². Плотность населения — 1,76 чел./км².

## История
Город основан 23 сентября 1867 года.

## Демография
Согласно сведениям, собранным в ходе переписи 2010 г. Национальным институтом географии и статистики (IBGE), население муниципалитета составляет:
| Полное население                               | Полное население                               | Полное население                               | Полное население                               | 49 333 |
| ---------------------------------------------- | ---------------------------------------------- | ---------------------------------------------- | ---------------------------------------------- | ------ |
| в том числе:                                   | Городское население                            | 25 466                                         | Процент городского населения, %                | 51,62  |
|                                                | Сельское население                             | 23 867                                         | Процент сельского населения, %                 | 48,38  |
|                                                | Мужское население                              | 25 563                                         | Процент мужского населения, %                  | 51,82  |
|                                                | Женское население                              | 23 770                                         | Процент женского населения, %                  | 48,18  |
| Плотность населения, чел/км²                   | Плотность населения, чел/км²                   | Плотность населения, чел/км²                   | Плотность населения, чел/км²                   | 1,76   |
| Население муниципалитета в % к населению штата | Население муниципалитета в % к населению штата | Население муниципалитета в % к населению штата | Население муниципалитета в % к населению штата | 0,65   |

По данным оценки 2015 года население муниципалитета составляет 50 459 жителей.

## Статистика
- Валовой внутренний продукт на 2003 год составляет 120 193 618,00 реалов (данные: Бразильский институт географии и статистики).
- Валовой внутренний продукт на душу населения на 2003 год составляет 2495,51 реалов (данные: Бразильский институт географии и статистики).
- Индекс развития человеческого потенциала на 2000 год составляет 0,681 (данные: Программа развития ООН).

## Важнейшие населенные пункты
| № | Населённый пункт | Населённый пункт (порт.) | Категория | Население чел. (2010) | На карте                       |
| - | ---------------- | ------------------------ | --------- | --------------------- | ------------------------------ |
| 1 | Обидус           | Óbidos                   | город     | 25 466                | 1°54′09″ ю. ш. 55°31′01″ з. д. |
| 2 | Флешал           | Flexal                   | поселок   | 1811                  | 1°55′06″ ю. ш. 55°10′51″ з. д. |
| 3 | Игарапе-Асу      | Igarapé-Açu              | поселок   | 1230                  | 1°50′44″ ю. ш. 55°11′16″ з. д. |
| 4 | Куруму           | Curumu                   | поселок   | 977                   | 1°50′23″ ю. ш. 55°38′37″ з. д. |
| 5 | Силенсиу         | Silencio                 | поселок   | 579                   | 1°58′01″ ю. ш. 55°17′57″ з. д. |
| 6 | Сан-Жозе         | São José                 | поселок   | 516                   | 1°58′16″ ю. ш. 55°16′00″ з. д. |
| 7 | Арапуку          | Arapucu                  | поселок   | 429                   | 1°52′18″ ю. ш. 55°34′35″ з. д. |
| 8 | Мата             | Mata                     | поселок   | 364                   | 1°58′56″ ю. ш. 55°17′20″ з. д. |